# シャドウ・DN9
シャドウ・DN9 (Shadow DN9) は、トニー・サウスゲートによって設計したフォーミュラ1カーで、1978年から1979年までシャドウチームによって使用された。

## 概要

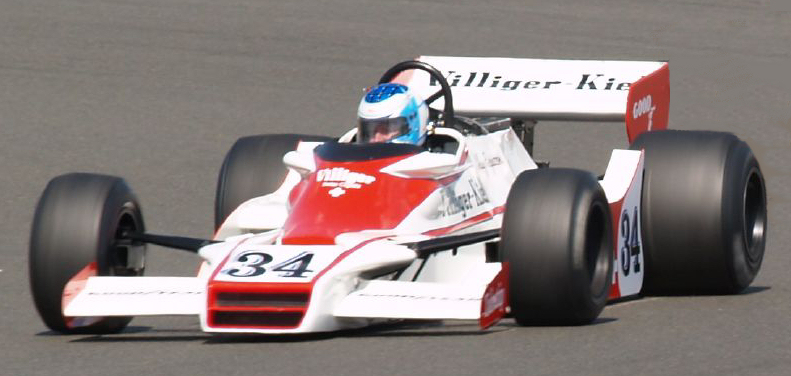
シャドウ・DN9

トニー・サウスゲートがシャドウ在籍時に製作した最後のF1マシンで、第4戦アメリカ西グランプリから投入された。エンジンはフォード・コスワース・DFVエンジンを搭載、グッドイヤータイヤを装着。

## 1978年
ドライバーはエンサインからクレイ・レガツォーニ、ブラバムからハンス＝ヨアヒム・スタックを獲得したが、後方集団に埋もれ、名手レガツォーニでさえ5回予選落ちを喫するが、それでもレガツォーニ、スタックのドライビングで5位3回入賞した。

## 1979年

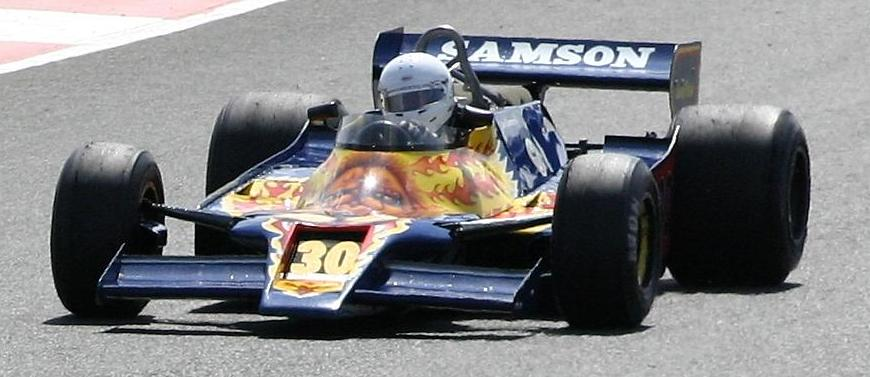
1979年型のDN9

1979年も引き続き使用し、ドライバーはレガツォーニ、スタックといったベテランからヤン・ラマース、エリオ・デ・アンジェリスとルーキー2人を起用したが、予選での後方位置は相変わらずで、入賞はアンジェリスが最終戦で4位のみと低迷した。

## 訴訟問題
DN9を製作したサウスゲートはその後、アラン・リース、ジャッキー・オリバーと共にチームから離脱し、アロウズを設立。サウスゲートはDN9の図面をもとにしたマシン「FA1」を製作したが、マシンがあまりにもDN9と酷似していたことから、チームはコピーではないかと裁判（いわゆる「コピーマシン問題」）となり、結果はシャドウ陣営が勝訴した。一方敗訴となったアロウズはFA1の使用は禁止され、シーズン終盤に再設計した「A1」でデビューをせざるを得なくなった。

## スペック

### シャーシ
- シャーシ名 DN9
- タイヤ グッドイヤー

### エンジン
- エンジン名 フォードDFV
- 気筒数・角度 V型8気筒・90度
- 排気量 2,993cc
- 最大出力 510馬力

## 記録
1978年（前年型シャドウ・DN8の成績を含む。）
- コンストラクターズランキング11位。
- ドライバーズランキング16位（クレイ・レガツォーニ）予選最高位8位1回 決勝最高位5位1回
- ドライバーズランキング18位（ハンス＝ヨアヒム・スタック）予選最高位15位2回 決勝最高位5位2回

1979年
- コンストラクターズランキング10位。
- ドライバーズランキング-位（ヤン・ラマース）予選最高位14位1回 決勝最高位9位1回
- ドライバーズランキング15位（エリオ・デ・アンジェリス）予選最高位121回 決勝最高位4位1回